# La ragazza dai capelli rossi
La ragazza dai capelli rossi (Het meisje met het rode haar) è un film drammatico del 1981 diretto da Ben Verbong, tratto dall'omonimo romanzo di Theun de Vries che a sua volta riprende le vicende che videro protagonista la partigiana Hannie Schaft durante l'occupazione nazista dei Paesi Bassi.
Nel 1982 è stato presentato in concorso alla 32ª edizione del Festival internazionale del cinema di Berlino.

## Trama

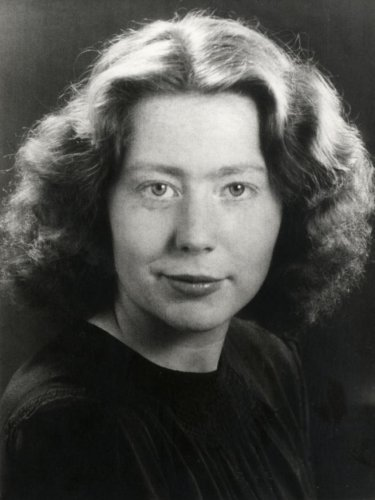
La vera Hannie Schaft

Paesi Bassi, seconda guerra mondiale. Hannie Schaft è una studentessa di giurisprudenza di Haarlem che decide di interrompere gli studi poco prima del suo esame di dottorato e unirsi ai partigiani che combattono contro le truppe di occupazione naziste.
Incerta e inesperta, viene accolta con diffidenza dai compagni e affidata all'addestramento del duro Hugo, del quale finisce per innamorarsi. Hannie diventa in breve tempo una cacciatrice di collaborazionisti e partecipa a una serie di omicidi, sabotaggi e attentati insieme a Hugo, che rimane ucciso durante uno scontro a fuoco.
I tedeschi si mettono perciò alla ricerca della "ragazza con i capelli rossi". Durante un controllo di routine, Hannie viene arrestata e trasferita nella prigione di Amsterdam. Pochi giorni dopo viene condotta nelle dune di Overveen e fucilata da un plotone d'esecuzione.

## Produzione
Il film è stato girato nella provincia dell'Olanda Settentrionale, tra Amsterdam, Haarlem e Overveen.

## Distribuzione
Il film è stato distribuito nei Paesi Bassi dal 17 settembre 1981. Una settimana dopo è stato proiettato al Nederlandse Filmdagen dove si è aggiudicato il premio della critica.

## Colonna sonora
La colonna sonora del film, pubblicata nel 1981 dalla WEA Records, è stata composta, arrangiata e prodotta da Nicola Piovani.

### Tracce
1. Het meisje met het rode haar - 3:35
2. Een prettig glas - 4:11
3. Genadeloos - 1:51
4. Zwarthemden - 3:43
5. Dat is hem - 1:28
6. Kwetsbaar - 2:41
7. Liquidatie - 6:21
8. Piano bar - 2:52
9. Arrestatie - 1:03
10. Hugo is dood - 1:21
11. Een schot moet voldoende zijn - 0:53
12. Voor Judith - 3:02